# Vicente Alves de Paula Pessoa
Vicente Alves de Paula Pessoa (Sobral, 29 de março de 1828 — 31 de março de 1889) foi jurista, magistrado e político brasileiro. Foi vice-presidente das províncias do Rio Grande do Norte, de 27 de julho a 30 de julho de 1863, e do Ceará, de 29 de fevereiro a 4 de abril de 1864. Foi também senador do Império do Brasil de 1882 a 1889.

## Biografia
Natural de Sobral, era o primogênito dos seis filhos do comboeiro (depois senador do Império) Francisco de Paula Pessoa e de Francisca Maria Carolina de Paula Pessoa, filha do coronel Vicente Alves da Fonseca e de Antônia Geracina Pinto de Mesquita (prima-irmã da mãe de Tomás Pompeu de Sousa Brasil). Pelo lado paterno, era sobrinho do revolucionário João de Andrade Pessoa Anta, que participou da Confederação do Equador.
Formou-se em Direito, a 25 de novembro de 1850, na Faculdade de Olinda, na mesma turma que seu meio-irmão mais velho, Leocádio de Andrade Pessoa (depois desembargador do Tribunal de Relação do Maranhão), e, voltando à província, encetou a carreira da magistratura como juiz municipal do Ipu, para que foi nomeado por decreto de 2 de março de 1852. Foi também juiz municipal de Fortaleza (dec. de 4 de junho de 1852); juiz de direito de Lagarto, em Sergipe (dec. de 11 de setembro de 1858); de São José de Mipibu, no Rio Grande do Norte; de Saboeiro, de Aracati e de Sobral no Ceará. De juiz de direito de Sobral, cargo que ocupou de 1865 a 1876, passou a desembargador da Relação do Pará. Nomeado por dec. de 18 de dezembro de 1875, prestou juramento e entrou em exercício a 24 de fevereiro do ano seguinte. Ainda por dec. de 3 de agosto de 1878, foi escolhido presidente da dita Relação dando-se-lhe o título de conselho por decreto de 22 de março de 1879, e, por dec. de 21 de outubro de 1880, foi aposentado, a seu pedido, com as honras de ministro do Supremo Tribunal de Justiça.
Em 6 de julho de 1863, foi escolhido para ser primeiro vice-presidente da Província do Rio Grande do Norte, e governou-a por dias, e como segundo vice-presidente do Ceará, para o que fora nomeado por dec. de 6 de fevereiro de 1864, assumiu a administração a 29 do dito mês. Um dos votados na lista nônupla de 1881, foi escolhido senador pelo Ceará por carta imperial de 2 de maio; anteriormente, em 1878, entrara na lista, mas o Senado anulou a eleição a que se procedera.
Vicente Alves foi casado três vezes. A primeira vez, em Fortaleza, a 20 de outubro de 1852, com Maria Barbosa, filha do major Simão Barbosa Cordeiro, descendente do fidalgo português Antônio Barbosa Cordeiro (pai de Frutuoso Barbosa Cordeiro, donatário da Paraíba), e de Ana Mendes Barbosa. Com o falecimento de Maria, Vicente Alves casou-se pela segunda vez, em 4 de fevereiro de 1865, com a cunhada Ana Barbosa. Viúvo novamente, casou-se em terceiras núpcias, em Canindé, a 5 de junho de 1870, com Mariana Barbosa de Magalhães, filha do capitão Manuel Luís de Magalhães e de Bernardina Barbosa Cordeiro. Segundo o historiador cônego Francisco Sadoc de Araújo, o senador gostava de dizer, a respeito de suas três esposas, o seguinte trocadilho: Casei-me com Maria, Ana e Mariana.
Do primeiro casamento, nasceram-lhe oito filhos:
1. Francisco Barbosa de Paula Pessoa (1853 - 1943), jornalista, magistrado, jurista e político;
2. Ana Barbosa de Paula Pessoa (1854 - 1876);
3. Simão Barbosa de Paula Pessoa (*1856);
4. Vicente Alves de Paula Pessoa Filho (*1857), engenheiro;
5. Francisca Barbosa de Paula Pessoa (1859 - 1870), falecida aos onze anos vitimada por coqueluche;
6. Tomás Barbosa de Paula Pessoa (1861 - 1903), jornalista;
7. Maria Barbosa de Paula Pessoa (*1862), falecida em criança;
8. Maria Barbosa de Paula Pessoa (*1864)

Do segundo casamento, uma prole de dois filhos:
1. José Barbosa de Paula Pessoa (1866 - 1894);
2. João Barbosa de Paula Pessoa (*1868), advogado;

Finalmente, do terceiro matrimônio, apenas uma filha:
1. Francisca Magalhães de Paula Pessoa (1871 - 1889).